# Lista de vulcões da Dominica
Esta é uma lista de vulcões ativo e extinto na Dominica.
| Nome                                  | Elevação | Elevação | Localização                  | Última erupção |
| Nome                                  | Metros   | Pés      | Coordenadas                  | Última erupção |
| ------------------------------------- | -------- | -------- | ---------------------------- | -------------- |
| Morne aux Diables (Devil's Peak)      | 861      | 2825     | 15° 36′ 43″ N, 61° 25′ 48″ O | Holoceno       |
| Morne Diablotins (Diablotin Mountain) | 1430     | 4692     | 15° 30′ 07″ N, 61° 23′ 49″ O | Holoceno       |
| Morne Plat Pays                       | 940      | 3084     | 15° 15′ 18″ N, 61° 20′ 28″ O | 1270           |
| Morne Trois Pitons                    | 1387     | 4550     | 15° 22′ N, 61° 20′ O         | 920            |
| Morne Watt (Watt Mountain)            | 1224     | 4016     | 15° 18′ 25″ N, 61° 18′ 18″ O | 1997           |